# Офіційно-діловий стиль мовлення
Офіці́йно-ділови́й стиль  — функціональний стиль літературної мови, який унормовує оформлення ділових паперів, слугує для спілкування в державно-політичному, громадському й економічному житті, законодавстві, у сфері управління адміністративно-господарською діяльністю.  
Мова – це не тільки знаково-інформаційна система, що становить собою запас слів та граматичні принципи їх сполучення, за допомогою якої люди можуть спілкуватись між собою, формувати, зберігати та передавати знання та будь-яку  іншу інформацію в просторі та часі, це ще й колискова  духовності. 
Мовний стиль становить собою оригінальну сукупність лексичних ,  фонетичних, морфологічних, синтаксичних, орфоепічних та акцентуаційних засобів, що використовуються у певній сфері діяльності і спілкування.
Беручи за критерій експресивно-стильове забарвлення мови, розрізняють: розмовний стиль, стиль художньої літератури, офіційно-діловий стиль,   енциклопедичний, науковий, публіцистичний стиль, стиль релігійних книг, народних пісень, частівок та інших фольклорних творів. 
Художній мові притаманна  емоційно-експресивна образність. Експресія (виразність) досягається широким використанням епітетів, метафор, порівнянь, гіпербол, архаїзмів, тобто вживанням слів, які мають не тільки семантичне (смислове) значення, а й несуть емоційне забарвлення, а також застосуванням особливої ритміки мови (її інтонаційної будови) та інших засобів. У художній мові слова отримують образне значення та естетичне звучання, якого немає в інших видах мови.
«Поезія, – пише Ліна Костенко, – то не є дзвінкий асортимент / метафор, слів, – на користь чи в догоду. / А що, – не знаю. Я лиш інструмент, / в якому плачуть сни мого народу». Якщо з художньої мови виключити епітети, метафори та інші образно-експресивні засоби, залишивши її смисловий бік (квінтесенцію), то по суті отримаємо офіційно-діловий стиль.
Добротна літературна мова – візитна картка інтелігентної людини, але часто це ще й ознака високої внутрішньої культури. Вона спонукає не тільки шляхетно говорити, а й порядно діяти. Ділове мовлення, якщо воно не насичене багатослів’ям, невиправданими ускладненнями лексики розпливчатими й багатозначними штампами канцеляризму, за яким не видно живої думки, чи не зведено убогістю словникового запасу до сірого, блідого простонародного «красномовства», є різновидом літературної мови і надбанням культури.

## Розвиток ознак офіційно-ділового мовного стилю
Узагальнюючи та розвиваючи концепти філологів та інших фахівців, можна  сформулювати такі  основні ознаки офіційно-ділового стилю .
Офіційно-діловий стиль  характеризується такими мовними особливостями:
1. Офіційно-ділова мова має бути літературною, без складних граматичних конструкцій та стилістичних зворотів, ясною, зрозумілою, змістовною та доцільною. Всі дії, предмети, явища позначаються словами, які дають про них з граничною чіткістю точне уявлення.
2. Використовуються такі граматичні засоби мови, які за умови стислого викладення надають максимум інформації (прості речення, відокремлені обставини, виражені дієприслівниковими зворотами тощо), лаконічно передають потрібні відомості.
3. Думки мають викладатися у такій послідовності, щоб одне положення виходило з попереднього та готувало б до розуміння наступного. Синтаксичні зв’язки формулюються  залежно від логічних зв’язків  (виразна логізація викладу).
4. Переважно використовуються стилістично нейтральний, одноманітний тон мовлення без засобів образності і прояву особистих почуттів, нейтральні з погляду емоційного забарвлення літературні вирази. З лексичних синонімів обирається слово, яке має мінімальну експресію, найменше емоційне забарвлення, є домінантою синонімічного ряду.
5. В офіційно-діловому мовленні, як правило, не використовуються метафори, гіперболи, елементи просторіччя, жаргонні слова.
6. Не рекомендується вживати маловідомі та неоднозначні для розуміння терміни, в тому числі слова іноземного походження («плюралізм», «консенсус», «нонсенс», «дефініція», «ініціація») тощо.
7. У синтаксисі офіційно-ділового стилю мовлення  поширеним є прямий порядок слів у реченні: підмет стоїть здебільшого на початку речення та найчастіше передує присудку; означення стоять перед означуваними словами, доповнення – після керованого ними слова, обставинні слова (прислівники) – якомога ближче до слова, яке вони пояснюють, вставні слова та звороти ставляться на початку речення.
8. Кількісна перевага надається складним реченням над простими, а кращим є чергування простих і складних речень з дотриманням правил ритміки мови.
9. Широко вживаються дієприкметникові та дієприслівникові звороти, які надають мові лаконізму, влучності та динамічності («На підставі викладеного, керуючись...»).
10. Вживається професійна термінологія яка має місце в нормах права (наприклад, «об’єктивна істина», «цивільний позивач», «амністія», «речовий доказ», «касаційна скарга»).
11. Діловий стиль відзначається зростаючою стандартизації мови та  уніфікацією документів, широким вживанням сталих словосполучень, трафаретів, застосуванням типових текстів. 
12. Офіційно-діловий стиль  відзначається суворими вимогами до лексики й фразеології (широке використання професійної термінології, канцеляризмів, абревіатур, відсутність діалектизмів, жаргонізмів, просторічних виразів, слів із суфіксами суб'єктивної оцінки тощо) використовується в документах, законах і в письмових договорах.
Важливою умовою грамотної мови офіційно-ділового  стилю мовлення є використання слів відповідно до їх смислу та стилістичних ознак; правильне за смислом сполучення слів; уникнення тавтології; стилістична однорідність лексики; синтаксично правильна побудова речень.
Мову офіційних документів не слід як прикрашати метафорами або іншими експресивними засобами, так і збіднювати або спотворювати канцелярсько-бюрократичними словами та словосполученнями, ускладнювати іноземними словами (наприклад, «аутсорсинг для ф’ючерсу», «кліринг шляхом неттінгу» «комплаєнс для оферентів»,  «амбівалентний розвиток» тощо). Документ не повинен бути нудним, сірим, спрощеним до тривіальності. Як художня мова, так і мова офіційно-ділового стилю є досягненням культури. Ні ту, ні іншу мову не слід спотворювати грубою народною говіркою або жаргонними виразами.

## Підстилі
1. Законодавчий — використовується в законотворчій сфері у вигляді Конституції, законів, указів, статутів, постанов тощо.
2. Дипломатичний — використовується в сфері міждержавних офіційно-ділових стосунків у вигляді договорів, конвенцій, протоколів, заяв тощо.
3. Юридичний — використовується в юриспруденції у вигляді актів, позовних заяв, протоколів, постанов, запитів, повідомлень тощо.
4. Адміністративно-канцелярський — використовується в професійно-виробничій сфері, правових взаєминах і діловодстві у вигляді офіційної кореспонденції, договорів, контрактів, заяв, автобіографій, доручень тощо.

Як і сам офіційно-діловий мовний стиль, його підстилі мають власну сферу застосування, межі якої визначаються метою й умовами ділового спілкування. Вони виступають засобом функціонування взаємозв'язаних між собою систем документації — цілісних утворень із певними специфічними рисами (система управлінських, адміністративних документів та спеціалізовані (галузеві) документаційні системи (банківська, юридична тощо).

## Офіційно-діловий стиль мови в законодавстві
Офіці́йно-ділови́й стиль мови  отримав юридичне закріплення в якості  обов’язкової умови законодавчих актів. 
Закон  України «Про правотворчу діяльність»  (2023 р.) закріплює вимогу що  для формулювання норм права у нормативно-правових актах має використовуватись офіційно-діловий стиль, для якого характерні такі особливості:
1) нейтральність і стриманість, відсутність емоційної, експресивної, розмовної лексики та індивідуальних авторських рис;
2) використання віддієслівних іменників, безособових і наказових форм дієслова;
3) використання прямого порядку слів у реченні.
Терміни, що вживаються у тексті нормативно-правового акта, мають відповідати термінології Конституції України, цього Закону, інших законів, а також нормативно-правових актів вищої юридичної сили.
Терміни, що вживаються в тексті нормативно-правового акта, повинні бути короткими, лексично правильно сформульованими, однозначними, зрозумілими. Перевага надається загальновживаній та (або) спеціальній термінології державної мови.
Обмеженому використанню при формулюванні норм права підлягають:
1) запозичені іншомовні слова у разі, якщо в українській мові існують рівнозначні відповідники;
2) терміни, що позначають вузькоспеціальні поняття, крім випадків використання їх у сферах правового регулювання, в яких вони є професійно необхідними (з обов’язковим їх визначенням);
3) застарілі терміни, крім випадків необхідності забезпечення історико-правової відповідності, з обов’язковим уточненням їх сучасного значення;
4) іменники та займенники, що акцентують на гендерних відмінностях осіб;
5) прислівникові та дієприслівникові звороти. 
З метою забезпечення єдності термінології, що вживається у нормативно-правових актах України, створюється Єдиний глосарій правових термінів. 